# CPU製品一覧
CPU製品一覧（CPUせいひんいちらん）は、CPU （マイクロプロセッサ） 製品（およびそのメーカー等）の一覧である。

## 主な企業
五十音順。コンピュータ・情報関連企業設立の年表も参照。
- AMD
- ARM Ltd
- Atmel
- Data General
- DEC - コンパックに買収され、コンパックも2002年にヒューレット・パッカードが買収。
- IBM
- マーベル
- VIA Technologies
- インテル
- SiFive
- サイリックス - VIA Technologiesへ。
- ザイログ
- サン・マイクロシステムズ - 2010年1月27日、オラクルによる買収が完了し、同社の完全子会社となった。
- ソニー・コンピュータエンタテインメント
- 兆芯
- テキサス・インスツルメンツ
- 東芝
- トランスメタ
- ナショナル セミコンダクター
- 日本電気 (NEC) - 現在、半導体部門はNECエレクトロニクスを経てルネサス エレクトロニクスに。
- 日立製作所 - 現在、半導体部門はルネサス テクノロジを経てルネサス エレクトロニクスに。
- ヒューレット・パッカード
- 富士通
- モステクノロジー
- モトローラ - 2004年半導体部門がスピンオフしフリースケール・セミコンダクタに、2015年にNXPセミコンダクターズに吸収合併。
- 三菱電機 - 現在、半導体部門はルネサス テクノロジを経てルネサス エレクトロニクスに。
- ミップス・テクノロジーズ
- ルネサス エレクトロニクス - NECエレクトロニクスとルネサス テクノロジの合併によって設立。

## 歴代CPU一覧
ここではパソコン・サーバ用の他、組み込みシステム、汎用コンピュータを問わず列挙する。

### AMD
- AMD Am2900 - 1975年に開発された4bit ビットスライスプロセッサ
- AMD Am29000 - 1988年
- 8080互換
  - AMD Am9080 - 1974年
- 286互換
  - Am80286 - インテルのセカンドソース
- 386互換
  - Am386 - 1991年
  - Am486
  - Am5x86 - 1995年
  - K5 - 1996年
  - K6 - 1997年
  - K6-2 - 1998年
  - K6-III - 1999年
  - Geode - 1999年
  - Athlon - 1999年 ナショナル セミコンダクターとして
  - Duron - 2000年
- AMD64
  - Sempron - 一部AMD64に非対応
  - Athlon 64
  - Opteron
  - Turion 64
  - Athlon 64 FX - 2003年
  - Athlon 64 X2 - 2005年
  - Turion 64 X2 - 2006年
  - Phenom (AMD K10) - 2007年
    - Phenom X3 - 2008年
    - Phenom X4 - 2008年

  - Phenom II (AMD K10) - 2009年
  - Athlon Neo - 2009年
  - AMD FX - 2011年
  - Athlon X4 - 2013年
  - Ryzen - 2017年

### Apple
- ARM
  - Apple A4
  - Apple A5
  - Apple A6

- AArch64
  - Apple A7
  - Apple A8
  - Apple A8X
  - Apple A9
  - Apple A9X
  - Apple A10
  - Apple A10X
  - Apple A11
  - Apple A12 - 2018年
  - Apple A12X - 2018年
  - Apple A12Z - 2018年
  - Apple A13 - 2019年
  - Apple A14  - 2020年
  - Apple A15  - 2021年
  - Apple A16 - 2022年
  - Apple M1 - 2020年
  - Apple M1 Pro  - 2021年
  - Apple M1 Max  - 2021年
  - Apple M1 Ultra - 2022年
  - Apple M2 - 2022年
  - Apple M2 Pro - 2023年
  - Apple M2 Max - 2023年

### ARM
- ARM
- AArch64
- StrongARM - DECとの共同開発
- XScale
- OMAP

### Atmel
- Atmel AVR

### データゼネラル
- Eclipse - 1970年代のミニコン。

### DEC
- PDP-11
- VAX
- Alpha - 1992年 ARMとの共同開発

### IBM
- System/360系
  - System/360 - 1964年
  - System/370
  - System/390
- POWER (32bit)
  - POWER1
  - POWER2
  - POWER3
- POWER (64bit)
  - POWER4 - 2002年
    - POWER4+

  - POWER5 - 2004年
    - POWER5+ - 2005年

  - POWER6 - 2007年
  - POWER7 - 2010年
    - POWER7+ - 2012年

  - POWER8 - 2014年
  - POWER9 - 2017年
  - POWER10 - 2021年
- PowerPC
  - PowerPC 601 - 1992年
  - PowerPC 603 - 1995年
  - PowerPC 604
  - PowerPC7xx (G3) - 1997年
  - PowerPC 970 (G5) - 2003年
    - PowerPC 970FX (G5) - 2004年
    - PowerPC 970MP (G5) - 2005年

  - Gekko - （任天堂ニンテンドー ゲームキューブ用CPU） 2001年
    - Broadway - （同Wii用CPU） 2006年
    - Espresso - （同Wii U用CPU） 2012年

  - Xenon - Xbox 360用CPU
- インテルの設計による x86 互換
  - IBM 386SLC
  - IBM 486SLC
  - 486BL/4
  - 486BLX2
  - 486BLX3
- 旧サイリックス (VIA) の設計による x86 互換
  - IBM 5x86C
  - IBM 6x86L

### IDT
- WinChip
  - WinChip C6 - 1997年
  - WinChip 2 - 1998年

### Microchip Technology
- PIC

### マーベル
ARMADA - 組み込みシステム向けARMアーキテクチャ製品

### ナショナル セミコンダクター
- IMP-16 - 1973年
- SC/MP - 1976年
- SC/MP-II - 1977年
- SC/MP-III - 1978年

### NVIDIA
- NVIDIA Tegra
- NVIDIA Grace - ARMベース

### RCA
- COSMAC(enへのリンク) - 1976年

### VIA Technologies
- Cyrix Cx486SLC (サイリックス)
- Cyrix Cx486DLC (サイリックス)
- Cyrix Cx5x86 (サイリックス)
- Cyrix 6x86 (サイリックス) 1996年
- VIA C3 - 2001年（前身のCyrix IIIが2000年に発表）
  - Antaur
  - C3-M
- VIA C7
  - C7-M
  - C7-D
- VIA Eden
- VIA nano

### インテル
- 4004 - 1971年
- 4040 - 1974年
- 8008 - 1972年
- 8048
- 8051
- 8080 - 1974年
- 3000 - 1974年 ビットスライス
- 8085 - 1975年
- iAPX 432 - 1981年
- 960 - 1988年
- 860 - 1989年
- x86
  - 8086 - 1978年
  - 8088 - 1979年
  - Intel 80186
  - Intel 80188
  - Intel 80286 - 1982年
- IA-32
  - Intel 80386 - 1985年
  - i486 - 1989年
  - Pentium - 1993年
  - Pentium Pro
  - Pentium II - 1997年
  - Celeron - 1998年
  - Pentium III - 1999年
  - Pentium 4 - 2000年
  - Xeon - 2001年
  - Pentium M  - 2003年
  - Pentium 4 Extreme Edition - 2003年
  - Pentium D - 2005年
  - Pentium Extreme Edition - 2005年
  - Intel Core - 2006年
  - Intel Core 2 - 2006年
  - Intel A100 - 2007年
  - Pentium Dual-Core - 2007年 これ以後の“Pentium”はCeleronとCoreの間に位置づけられたブランド
  - Intel Atom - 2008年
  - Intel Core i7 - 2008年
- IA-64
  - Itanium - 2001年
  - Itanium2 - 2002年
- ARMアーキテクチャ
  - StrongARM - DECから買収
  - XScale - マーベルに売却

### ザイログ
- Z8
- Z80 - 1976年
- Z180
- Z280
- Z380
- eZ80
- Z8000
- Z80000

### サン・マイクロシステムズ (オラクル)
- SPARC - 1987年
- UltraSPARC I - 1995年
- UltraSPARC II - 1997年
- UltraSPARC III - 2000年
- UltraSPARC IV - 2004年
- UltraSPARC T1 2005年
- UltraSPARC T2
- UltraSPARC T3 2010年
- UltraSPARC T4 2011年

### ソニー
- SPC700/700αIIシリーズ(8ビットマイコン)
- SPC970シリーズ(16ビットマイコン)
- SR11シリーズ(32ビットマイコン)

### ソニー・コンピュータエンタテインメント
- Emotion Engine（PlayStation 2のCPU。東芝と共同開発、MIPS系）
- Cell - （PlayStation 3のCPU。東芝、IBMと共同開発、Power系）

### テキサス・インスツルメンツ
- TMS0100シリーズ - 1970年代
- TMS1000シリーズ
- TMS9900
- TMS9918 - 1980年代
- ARMアーキテクチャ
  - Texas Instruments OMAP
  - Texas Instruments DaVinci
- Intel486互換
  - Texas Instruments 486DX4-100

### 東芝
- TLCS-47ファミリー
  - 47Eシリーズ (CISC 4ビットマイコン)
- TLCS-870ファミリー
  - TLCS-870シリーズ　(8ビットマイコン)
  - TLCS-870/Xシリーズ(8ビットマイコン)
  - TLCS-870/Cシリーズ(8ビットマイコン)
  - TLCS-870/C1シリーズ(8ビットマイコン)
- TLCS-900ファミリー
  - TLCS-900/Lシリーズ (CISC 16ビットマイコン)
  - TLCS-900/L1シリーズ(CISC 16ビットマイコン)
  - TLCS-900/Hシリーズ (CISC 16ビットマイコン)
  - TLCS-900/H1シリーズ(CISC 32ビットマイコン)
- TX39ファミリー(RISC R3000Aアーキテクチャ)
- TX49ファミリー(RISC R4000Aアーキテクチャ、MIPSI、II、III ISAの上位互換命令セット)
- TX19ファミリー(RISC MIPS16ASEとオブジェクトレベル互換)
- TX99ファミリー(RISC MIPS 64 with MIPS-3DTM ASE)
- MeP(Media embedded Processor 32ビットRISC 32ビット/16ビット可変長命令 ソフトIPコンフィギュラブル)
- LLマイクロコントローラ
  - T4Xシリーズ(4ビット)
  - T6Hシリーズ TLCS-870/C+ASSP (8ビット)
- meta brain - （液晶テレビ用映像処理エンジン）

### トランスメタ
- Crusoe - 2000年
  - TMS5400 - 第一世代
  - TMS5600
  - TMS5800 - 第二世代
- Efficeon - 2004年
  - TMS8600
  - TMS8800

### ヒューレット・パッカード
- PA-RISC - 1986年
  - PA-RISC7200 - 1994年
  - PA-RISC8000 - 1996年

### 富士通
富士通SPARC64プロセッサの軌跡
- SPARC64　- 1995年
- SPARC64 II　- 1996年
- SPARC64　GP - 1998年
- SPARC64 V　- 2002年
- SPARC64 V+　- 2004年
- SPARC64 VI　- 2007年
- SPARC64 VII　- 2009年
- SPARC64 VII+　- 2010年
- SPARC64 VIIIfx　- 2010年 『京 (スーパーコンピュータ)』のプロセッサ
- SPARC64 IXfx　- 2011年
- SPARC64 X　- 2013年
- SPARC64 X+　- 2014年
- SPARC64 XIfx　- 2014年
- SPARC64 XII　- 2017年
- AArch64
  - A64FX - 2019年

### ミップス・テクノロジーズ
- R2000 - 1986年
- R3000
- MIPS64
  - R4000 - 1991年
  - R8000 - 1994年
  - R10000 - 1996年

### モステクノロジー
- 6502 - 1976年
- 6510
- 65816 -(ウェスタンデザインセンター)

### フリースケール・セミコンダクタ
- MC14500
- MC6800 - 1974年
- MC6802
- MC6809 - 1979年
- MC680x0 -1979年
  - MC68020 - 1984年
  - MC68030 - 1987年
  - MC68040 - 1990年
  - MC68060 - 1994年
- MC88000 - 1988年
- PowerPC
  - MPC603e
  - MPC604e
  - PowerPC 7400（G4） - 1999年
    - PowerPC 7410 - 2001年
    - PowerPC 7450 - 2001年
    - PowerPC 7445/7455 - 2002年
    - PowerPC 7447/7457 - 2003年
    - PowerPC 7448 - 2003年

  - MPC5xx
  - MPC5xxx
  - MPC8xx (PowerQUICC I)
  - MPC8xxx (PowerQUICC II, II Pro, III)
- PowerPCについてはIBMの項目も参照
- Coldfire

### 日立製作所
- HD68000
- HD6800
- HD6809,HD6309

### ルネサス エレクトロニクス
- V30 Vシリーズの詳細を参照
- V850コア
  - V850ES(32ビットRISC)
  - V850E1(32ビットRISC)
  - V850E2(32ビットRISC)
- 78Kコア
  - 78K0S(8ビットCISC)
  - 78K0(8ビットCISC)
  - 78K0R(16ビットCISC)

- H8マイコン
  - H8ファミリ
  - H8Sファミリ
  - H8SXファミリ
  - H8 Tiny
- SuperH - SHマイコン。
  - SH-1
  - SH-2
  - SH-3
  - SH-4
  - SH-Mobile
  - Tiny
- M16C
- M32R
- R8C
- Super Low Power
- 740 ファミリ
- 720 ファミリ

### 日本ビクター
- GENESSA - ハイビジョンテレビ用映像処理CPU。

### 沖電気
- ARMコアマイコン

### リコー
- RP65C02 G/G-06/H　8ビット、65C02ベース)
- Ru6102　(8ビット、65C02コアベースマイクロコントローラ)
- Ru6x03　(8ビット、65C02コアベースマイクロコントローラ)
- 65C816　(16ビット、W65C816ベース　ストラクチャードセル)

### その他
- Transputer
- TRONCHIP →TRON